# Pain de Sucre (Les Saintes)
Pour les articles homonymes, voir Pain de Sucre.
Le Pain de Sucre est une colline volcanique culminant à 52 mètres d'altitude, dont les versants abrupts plongent dans la baie des Saintes. Il occupe entièrement une petite presqu'île dans l'Ouest de l'île de Terre-de-Haut, entre la Petite Anse Pain de Sucre et l'Anse Devant.
Les parois verticales du Pain de Sucre, de type orgues basaltiques, constituent une attraction touristique.
Le Pain de Sucre est un site naturel classé dans le cadre de la loi du 2 mai 1930.

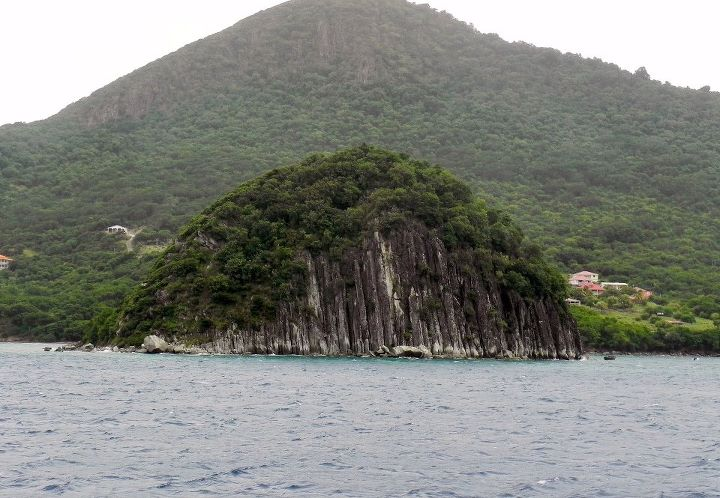
Orgues basaltiques du Pain de Sucre.
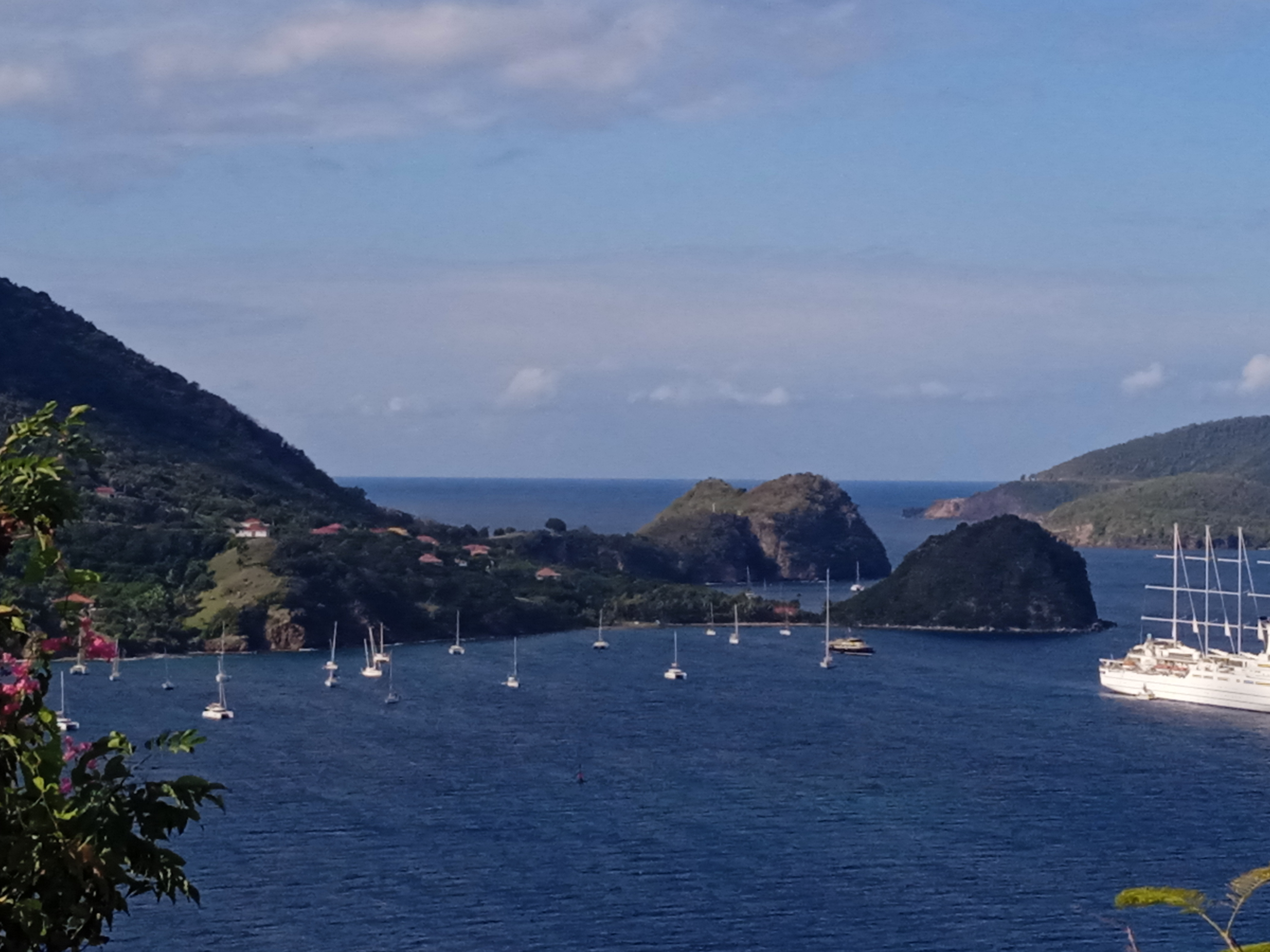
Pain de Sucre et anse Devant.